# ریشتنبرگ
شهر ریشتنبرگ (به آلمانی: Richtenberg) در ایالت مکلنبورگ-فورپومن در کشور آلمان واقع شده‌است.